# Kouara Koukou
Kouara Koukou (auch: Koara Koukou, Koira Koukou) ist ein Dorf in der Landgemeinde Liboré in Niger.

## Geographie
Das von einem traditionellen Ortsvorsteher (chef traditionnel) geleitete Dorf befindet sich rund drei Kilometer nordwestlich des Hauptorts Liboré der gleichnamigen Landgemeinde, die zum Departement Kollo in der Region Tillabéri gehört. Zu den Siedlungen in der näheren Umgebung von Kouara Koukou zählen Liboré Zarma im Osten, Bangoubanda im Südosten und Banigoungou im Westen.
Kouara Koukou ist Teil der Übergangszone zwischen Sahel und Sudan. Die durchschnittliche jährliche Niederschlagsmenge beträgt hier zwischen 500 und 600 mm.

## Geschichte
Laut einer Erhebung vom September 2022 lebten in Kouara Koukou 210 interne Vertriebene aus 40 Haushalten.

## Bevölkerung
Bei der Volkszählung 2012 hatte Kouara Koukou 434 Einwohner, die in 60 Haushalten lebten. Bei der Volkszählung 2001 betrug die Einwohnerzahl 318 in 40 Haushalten und bei der Volkszählung 1988 belief sich die Einwohnerzahl auf 1006 in 128 Haushalten.

## Wirtschaft und Infrastruktur
Es gibt eine Grundschule im Dorf.